# Río Negro (provincie)
Río Negro is een van de 23 provincies van Argentinië, gelegen in het midden van Argentinië. Het is de meest noordelijke provincie van het gebied van Patagonië. Río Negro grenst in het oosten aan de San Matíasgolf van de Atlantische Oceaan en in het westen, in de Andes, aan Chili.
De provinciale hoofdstad is Viedma.
Fruitteelt en veeteelt zijn een belangrijke bron van inkomsten. De stad San Carlos de Bariloche bij het Nahuel Huapi-meer is een bekend ski- en wandelgebied en is daardoor een toeristische trekpleister voor Argentijnen en buitenlanders. Met de berg Cerro Catedral is het een van de belangrijkste wintersportgebieden in Zuid-Amerika.

## Departementen
De provincie is onderverdeeld in dertien departementen (departamentos). 

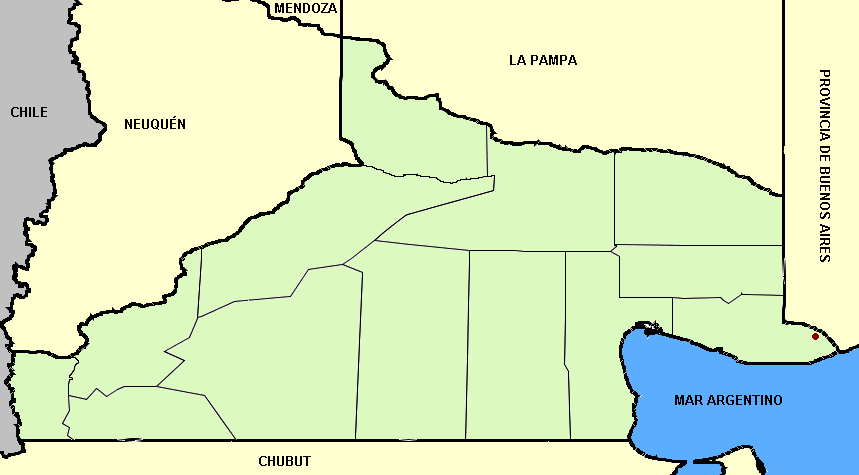
Bestuurlijke indeling van de provincie Río Negro en haar hoofdstad

| Nr. | Departement | Departement         | Hoofdplaats             | Inwoners | Oppervlakte |
| --- | ----------- | ------------------- | ----------------------- | -------- | ----------- |
| 1   |             | Adolfo Alsina       | Viedma                  | 50.701   | 8.813 km²   |
| 2   |             | Avellaneda          | Choele Choel            | 32.308   | 20.379 km²  |
| 3   |             | Bariloche           | San Carlos de Bariloche | 109.826  | 5.415 km²   |
| 4   |             | Conesa              | General Conesa          | 6.291    | 9.765 km²   |
| 5   |             | El Cuy              | El Cuy                  | 4.252    | 22.475 km²  |
| 6   |             | General Roca        | General Roca            | 281.653  | 14.655 km²  |
| 7   |             | Nueve de Julio      | Sierra Colorada         | 3.501    | 25.597 km²  |
| 8   |             | Ñorquincó           | Ñorquincó               | 2.079    | 8.413 km²   |
| 9   |             | Pichi Mahuida       | Río Colorado            | 14.026   | 15.378 km²  |
| 10  |             | Pilcaniyeu          | Pilcaniyeu              | 6.114    | 10.545 km²  |
| 11  |             | San Antonio         | San Antonio Oeste       | 23.972   | 14.015 km²  |
| 12  |             | Valcheta            | Valcheta                | 4.946    | 20.457 km²  |
| 13  |             | Veinticinco de Mayo | Maquinchao              | 13.153   | 27.106 km²  |